# Weltmeisterschaften im Modernen Fünfkampf 1994
1994 fanden die Weltmeisterschaften im Modernen Fünfkampf bei den Herren und den Damen in Sheffield, Vereinigtes Königreich, statt.

## Herren

### Einzel
| Platz | Land       | Sportler          |
| ----- | ---------- | ----------------- |
| 1     | Russland   | Dmitri Swatkowski |
| 2     | Frankreich | Christophe Ruer   |
| 3     | Ungarn     | János Martinek    |

### Mannschaft
| Platz | Land                   | Sportler                                             |
| ----- | ---------------------- | ---------------------------------------------------- |
| 1     | Frankreich             | Sébastien Deleigne Christophe Ruer Frédéric Frontier |
| 2     | Vereinigtes Königreich | Richard Phelps Graham Brookhouse Greg Whyte          |
| 3     | Belarus                | Andrej Smirnow Sergej Korschun Alexander Borissenko  |

### Staffel
| Platz | Land     | Sportler                                           |
| ----- | -------- | -------------------------------------------------- |
| 1     | Ungarn   | László Fábián János Martinek Attila Kálnoki Kis    |
| 2     | Polen    | Dariusz Mejsner Maciej Czyżowicz Andrezej Stefanek |
| 3     | Russland | Dmitri Swatkowski Andrej Schigipow Andrej Tropin   |

## Damen

### Einzel
| Platz | Land     | Sportlerin        |
| ----- | -------- | ----------------- |
| 1     | Dänemark | Eva Fjellerup     |
| 2     | Belarus  | Schanna Schubenok |
| 3     | Ungarn   | Emese Köblö       |

### Mannschaft
| Platz | Land    | Sportlerinnen                                         |
| ----- | ------- | ----------------------------------------------------- |
| 1     | Italien | Federica Foghetti Barbara Boccolari Emanuella Gabella |
| 2     | Polen   | Dorota Idzi Anna Sulima Iwona Kowalewska              |
| 3     | Ungarn  | Iréne Kovács Emese Köblö Eszter Hortobágyi            |

### Staffel
| Platz | Land     | Sportlerinnen                               |
| ----- | -------- | ------------------------------------------- |
| 1     | Polen    | Dorota Idzi Iwona Kowalewska Anna Sulima    |
| 2     | Ungarn   | Eszter Hortobágyi Emese Köblö Bea Simóka    |
| 3     | Dänemark | Eva Fjellerup Pernille Svarre Nina Andersen |

## Medaillenspiegel
| Platz | Land                   | Goldmedaille | Silbermedaille | Bronzemedaille |
| 1     | Ungarn                 | 1            | 1              | 3              |
| 2     | Polen                  | 1            | 2              | –              |
| 3     | Frankreich             | 1            | 1              | –              |
| 4     | Russland               | 1            | –              | 1              |
| 4     | Dänemark               | 1            | –              | 1              |
| 6     | Italien                | 1            | –              | –              |
| 7     | Belarus                | –            | 1              | 1              |
| 8     | Vereinigtes Königreich | –            | 1              | –              |